# Galan
 Galan  es una comuna y población de Francia, en la región de Mediodía-Pirineos, departamento de Altos Pirineos, en el distrito de Tarbes. Es la cabecera y mayor población del cantón de su nombre.
Está integrada en la Communauté de communes des Baïses, de la cual es la mayor población.

## Demografía
| 872 | 811 | 852 | 947 | 931 | 917 | 849 | 804 | 757 |
| Para los censos de 1962 a 1999 la población legal corresponde a la población sin duplicidades (Fuente: INSEE [Consultar]) |     |     |     |     |     |     |     |     |